# Давіде Руммоло
Давіде Руммоло (італ. Davide Rummolo, 12 листопада 1977) — італійський плавець.
Призер Олімпійських Ігор 2000 року.
Чемпіон Європи з водних видів спорту 2002 року.
Чемпіон Європи з плавання на короткій воді 2002 року.
Переможець літньої Універсіади 2001 року.